# 吸光度
吸光度（きゅうこうど、英: absorbance）とは分光法において、ある物体を光が通った際に強度がどの程度弱まるかを示す無次元量である。光学密度（こうがくみつど、英: optical density）とも呼ばれることがある。吸収・散乱・反射をすべて含むため、吸収のみを表すものではない。
分析化学において、波長λにおける吸光度 Aλ は
{\displaystyle A_{\lambda }=-\log _{10}(I/I_{0})}
と定義される。つまり、入射光強度 I0 と透過光強度 I の比（透過率）の常用対数をとり、吸収のある場合を正とするために負号を付けたものである。透過率が光路長に対し指数関数的減衰するのに対し、吸光度は対数で表されているため光路長に比例して減少する。例えば透過率が 0.1（吸光度が 1）の物体の厚さが3倍になったとすると透過率は 0.13 = 0.001 になるのに対し、吸光度は単に3倍になる。
吸光度を吸光係数αと光路長 L とを用いて表すと、αL = -ln (I /I0 ) なので
{\displaystyle A_{\lambda }=-\log _{10}(I/I_{0})=-{\frac {\ln(I/I_{0})}{\ln 10}}\simeq 0.434\alpha L}
となる。
吸光度は試料セルの光路長と試料濃度 C に比例し、
{\displaystyle A_{\lambda }=\alpha LC}
で表される。これをランベルト・ベールの法則と呼ぶ。この法則を使うと検量線から物質濃度を算出できる。

## 測定方法
吸光度を測定するためには分光光度計が使用される。測定する光の波長帯により光源と検出器が異なる測定装置が用いられる。
液体の吸光度を測定する場合は石英セルに入れることが多い。その場合は I0 が空のセルの透過光強度、I  が試料セルの透過光強度となる。